# 庫達姆古布斯科耶湖
62°52′N 32°28′E / 62.867°N 32.467°E
庫達姆古布斯科耶湖（俄语：Кудамгубское），是俄羅斯的湖泊，位於該國西北部，由卡累利阿共和國負責管轄，面積12.42平方公里，集水區面積2,780平方公里，湖岸線長度29.2公里，平均水深2-2.5米。